# Marcipalina violacea
Marcipalina violacea là một loài bướm đêm trong họ Erebidae.